# Санний спорт на зимових Олімпійських іграх 1998
Змагання з санного спорту на зимових Олімпійських іграх 1998 тривали з 8 до 11 лютого на трасі Спіраль у містечку Іїдзуна (Японія). Розіграно три комплекти нагород.

## Чемпіони та призери

### Таблиця медалей
| Місце              | Країна             | Золото | Срібло | Бронза | Загалом |
| ------------------ | ------------------ | ------ | ------ | ------ | ------- |
| 1                  | Німеччина          | 3      | 1      | 1      | 5       |
| 2                  | США                | 0      | 1      | 1      | 2       |
| 3                  | Італія             | 0      | 1      | 0      | 1       |
| 4                  | Австрія            | 0      | 0      | 1      | 1       |
| Загалом (4 збірні) | Загалом (4 збірні) | 3      | 3      | 3      | 9       |

### Дисципліни
| Дисципліна                | Золото                                   | Золото   | Срібло                          | Срібло   | Бронза                               | Бронза   |
| ------------------------- | ---------------------------------------- | -------- | ------------------------------- | -------- | ------------------------------------ | -------- |
| Одномісні сани (чоловіки) | Ґеорґ Гакль · Німеччина                  | 3:18.436 | Армін Цеггелер · Італія         | 3:18.939 | Єнс Мюллер · Німеччина               | 3:19.093 |
| Одномісні сани (жінки)    | Зільке Краусгар · Німеччина              | 3:23.779 | Барбара Нідернгубер · Німеччина | 3:23.781 | Ангеліка Нойнер · Австрія            | 3:24.253 |
| Двомісні сани             | Німеччина (GER) Штефан Краусе Ян Берендт | 1:41.105 | США (USA) Кріс Торп Ґорді Шір   | 1:41.127 | США (USA) Марк Грімметт Браян Мартін | 1:41.217 |

## Країни-учасниці
У змаганнях з санного спорту на Олімпійських іграх у Наґано взяли участь спортсмени 24-х країн. Індія, Південна Корея, Нова Зеландія та Венесуела дебютували в цьому виді програми.
- Австрія (8)
- Бермудські Острови (1)
- Боснія і Герцеговина (1)
- Канада (2)
- Естонія (2)
- Німеччина (10)
- Греція (1)
- Індія (1)
- Віргінські Острови (1)
- Італія (10)
- Японія (9)
- Південна Корея (3)
- Латвія (10)
- Нова Зеландія (1)
- Польща (2)
- Румунія (3)
- Росія (1)
- Швейцарія (1)
- Словаччина (1)
- Швеція (3)
- Китайський Тайбей (2)
- Україна (6)
- США (10)
- Венесуела (1)